# 欧洲煤钢共同体

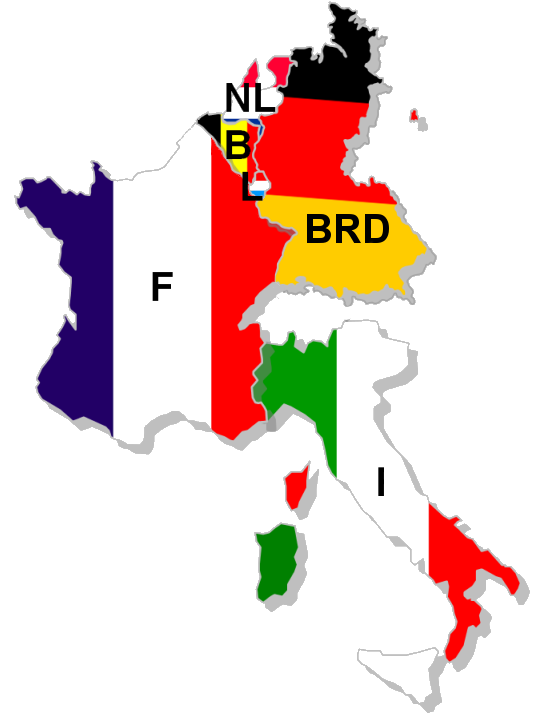
欧洲煤钢共同体最初的成员国

欧洲煤钢共同体旗帜

欧洲煤钢共同体（英語：European Coal and Steel Community，簡稱，簡稱，簡稱）1951年4月18日通过《巴黎条约》成立，1952年7月23日生效。根据条约规定，成员国毋須交纳关税而直接取得煤和钢的生产原料。该组织随后扩大了規模和條約範圍，最终导致了欧盟的產生。
欧洲煤钢共同体的缔约国有法国、西德、意大利、比利时、荷兰及卢森堡。欧洲煤钢共同体是欧洲漫长历史上出现的第一个拥有超国家权限的机构。成员国的政府第一次放弃了各自的部分主权，并将这些主权的行使交给一个独立于成员国的高级机构。条约的直接目的是规范贸易和工业，但更大的目标是跨国合作。《巴黎条约》生效期限为50年，因此，2002年7月23日之后，欧洲煤钢共同体不再存在。
建立欧洲煤钢共同体的巴黎条约源于法国时任外交部长罗伯特·舒曼于1950年5月9日首次提出的舒曼计划。计划中，舒曼向德国总理康拉德·阿登纳建议共同掌管成员国煤钢工业，并免除相关关税，隨即獲後者同意。这意味着二战结束后，正被英国占领并受战胜国委员会控制的鲁尔地区将获重新发展的机会，而当时該地区大量的工业设备正在拆除。
巴黎条约计划的主要目标是通过共同掌管煤和钢这些重要的战争物资，实现互相控制，以保障欧洲内部的和平，也為二战后重建所需的重要生产资料提供保障。他的競爭者有英國主導的欧洲自由贸易联盟。
欧洲煤钢共同体於1965年4月8日通过合并条约与欧洲经济共同体及欧洲原子能共同体合并。
| 圖例： 事實上繼承 框架： 事實上的內部框架 外部框架 | 圖例： 事實上繼承 框架： 事實上的內部框架 外部框架 | 圖例： 事實上繼承 框架： 事實上的內部框架 外部框架 |                               |                          |                                |                                |                         |                                                |                                                |                                                |                                                |                                                | 歐洲聯盟（歐盟）                               | 歐洲聯盟（歐盟） | 歐洲聯盟（歐盟） | 歐洲聯盟（歐盟） |            |            |
| 圖例： 事實上繼承 框架： 事實上的內部框架 外部框架 | 圖例： 事實上繼承 框架： 事實上的內部框架 外部框架 | 圖例： 事實上繼承 框架： 事實上的內部框架 外部框架 | 歐洲各共同體                  | 歐洲各共同體             | 歐洲各共同體                   | 歐洲各共同體                   | 歐洲各共同體            | （歐盟三支柱）                                 | （歐盟三支柱）                                 | （歐盟三支柱）                                 |                                                |                                                |                                                |                  |                  |                  |            |            |
| 圖例： 事實上繼承 框架： 事實上的內部框架 外部框架 | 圖例： 事實上繼承 框架： 事實上的內部框架 外部框架 | 圖例： 事實上繼承 框架： 事實上的內部框架 外部框架 |                               |                          | 歐洲原子能共同體               | 歐洲原子能共同體               | 歐洲原子能共同體        | 歐洲原子能共同體                               | 歐洲原子能共同體                               |                                                |                                                |                                                | 現今                                           |                  |                  |                  |            |            |
| 圖例： 事實上繼承 框架： 事實上的內部框架 外部框架 | 圖例： 事實上繼承 框架： 事實上的內部框架 外部框架 | 圖例： 事實上繼承 框架： 事實上的內部框架 外部框架 |                               | 歐洲煤鋼共同體           |                                |                                |                         |                                                |                                                |                                                |                                                |                                                |                                                |                  |                  |                  |            |            |
| 圖例： 事實上繼承 框架： 事實上的內部框架 外部框架 | 圖例： 事實上繼承 框架： 事實上的內部框架 外部框架 | 圖例： 事實上繼承 框架： 事實上的內部框架 外部框架 |                               | 歐洲經濟共同體           |                                |                                |                         |                                                |                                                |                                                |                                                |                                                |                                                |                  |                  |                  |            |            |
| 圖例： 事實上繼承 框架： 事實上的內部框架 外部框架 | 圖例： 事實上繼承 框架： 事實上的內部框架 外部框架 | 圖例： 事實上繼承 框架： 事實上的內部框架 外部框架 |                               |                          |                                |                                |                         |                                                | 申根區                                         | 申根區                                         | 歐洲共同體                                     | 歐洲共同體                                     |                                                |                  |                  |                  |            |            |
| 圖例： 事實上繼承 框架： 事實上的內部框架 外部框架 | 圖例： 事實上繼承 框架： 事實上的內部框架 外部框架 | 圖例： 事實上繼承 框架： 事實上的內部框架 外部框架 | TREVI                         | TREVI                    | TREVI                          | 司法與內政合作                 |                         |                                                |                                                |                                                |                                                |                                                |                                                |                  |                  |                  |            |            |
| 圖例： 事實上繼承 框架： 事實上的內部框架 外部框架 | 圖例： 事實上繼承 框架： 事實上的內部框架 外部框架 | 圖例： 事實上繼承 框架： 事實上的內部框架 外部框架 | TREVI                         | TREVI                    | TREVI                          | 司法與內政合作                 |                         | / 北大西洋公約組織                             | / 北大西洋公約組織                             | 現今                                           | 刑事領域警務與司法合作                         | 刑事領域警務與司法合作                         |                                                |                  |                  |                  |            |            |
| 英法協約                                           | 英法協約                                           | [西方聯盟到北約]                                   | [西方聯盟到北約]              | 歐洲政治合作             | 歐洲政治合作                   | 歐洲政治合作                   | 歐洲政治合作            | / 北大西洋公約組織                             | / 北大西洋公約組織                             | 現今                                           |                                                | 共同外交與安全政策                             | 共同外交與安全政策                             |                  |                  |                  |            |            |
| 英法協約                                           | 英法協約                                           | 西方聯盟                                           | 西方聯盟                      | 西方聯盟                 | / 西歐聯盟                     | / 西歐聯盟                     | / 西歐聯盟              | [1984年羅馬宣言重新激活了西歐聯盟並轉交至歐盟] | [1984年羅馬宣言重新激活了西歐聯盟並轉交至歐盟] | [1984年羅馬宣言重新激活了西歐聯盟並轉交至歐盟] | [1984年羅馬宣言重新激活了西歐聯盟並轉交至歐盟] | [1984年羅馬宣言重新激活了西歐聯盟並轉交至歐盟] | [1984年羅馬宣言重新激活了西歐聯盟並轉交至歐盟] |                  |                  |                  |            |            |
| 英法協約                                           | 英法協約                                           | 西方聯盟                                           | 西方聯盟                      | 西方聯盟                 | / 西歐聯盟                     | / 西歐聯盟                     | / 西歐聯盟              |                                                |                                                |                                                |                                                |                                                |                                                |                  |                  |                  |            |            |
| 英法協約                                           | 英法協約                                           | 西方聯盟                                           | 西方聯盟                      | 西方聯盟                 | [社會、文化移交歐洲理事會負責] | [社會、文化移交歐洲理事會負責] | 現今                    |                                                |                                                |                                                |                                                |                                                |                                                |                  |                  | 论 编            | 论 编      |            |
|                                                    |                                                    |                                                    | 歐洲理事會                    |                          |                                |                                | 現今                    |                                                |                                                |                                                |                                                |                                                |                                                |                  |                  | 论 编            | 论 编      |            |
| 英法協約                                           | 敦克爾克條約                                       | 布魯塞爾條約                                       | 歐洲委員會法規 與北大西洋公約 | 巴黎條約與歐洲防務共同體 | 倫敦–巴黎會議                  | 羅馬條約                       | 西歐聯盟-歐洲理事會協議 | 合併條約                                       | 達維尼翁報告                                   | 歐盟高峰會成立                                 | 單一歐洲法案                                   | 申根公約                                       | 馬斯垂克條約                                   | 阿姆斯特丹條約   | 尼斯條約         | 里斯本条约       | 里斯本条约 | 里斯本条约 |

1. ↑  Nicholas Herrmann. . Places Journal.   [2019-01-01]. （原始内容存档于2019-01-01）.